# Cáscara de huevo

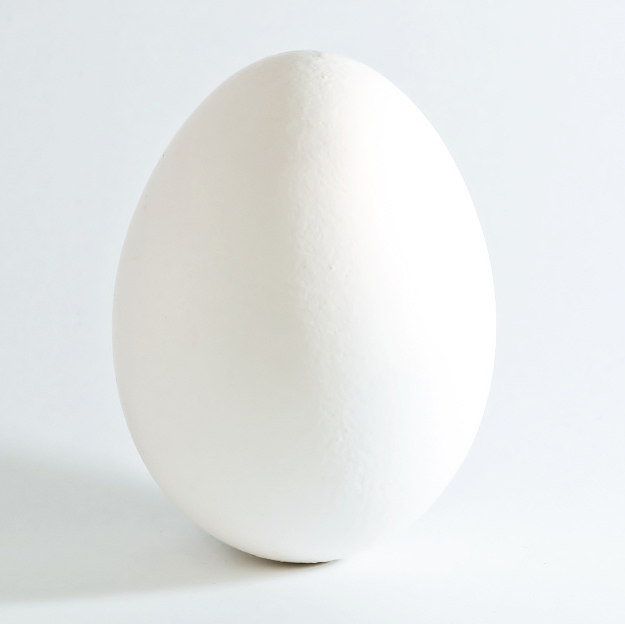
La cáscara intacta de un huevo de gallina.

El término cáscara de huevo es empleado para designar a la parte dura externa de un huevo, así como otros huevos con partes exteriores no-duras: como pueden ser los huevos de los pescados. Es una parte comestible que sólo se ingiere tras un tratamiento químico, por ejemplo las cáscaras de los huevos encurtidos suelen poder comerse debido a su acción en un medio ácido (vinagre) que las ha ablandado. La cáscara supone entre un 10% y un 15% del peso total de un huevo.

## Características
La estructura material de una cáscara de huevo suele variar según las especies, se puede decir que es una matriz de proteína alineada con cristales minerales, por regla general calcio en compuestos químicos como el carbonato de calcio, que se encuentra presente al 94%. El calcio de los huevos procede de una sedimentación, no existen células en las aves que generen el calcio de la cáscara. Los huevos con cáscara más dura están más mineralizados que los de cáscara más débil o frágil.